# بند سوم از هات سی‌ام یسنا
بند سوم از هات سی‌ام گات‌ها یا سرود سوم؛ بند سوم بخشی از گاتاها است که تفسیرهای گوناگونی در مورد ترجمه و تفسیر واژهٔ «مئینیو» (گوهر، ذات، نَفس، اندیشه، روح، نیرو) در آن وجود دارد.

## جایگاه در گاتاها
یسنا یا یسنه نام مهم‌ترین نسک (به معنی فصلی از کتاب) اوستای کنونی است که ۷۲ هات (بخش) دارد و گاتاها (گاهان) پنجگانه زرتشت نیز جزو همین ۷۲ هات به‌شمار می‌آید. کل گاتاها ۱۷ هات است و شامل ۲۳۸ بند و ۸۹۶ بیت و ۵۵۶۰ کلمه است. گاتاها منظوم است و از جهت وزن شعر و تعداد مصراع‌ها در هر بند، به ۵ بخش به شرح زیر تقسیم شده‌است.
- اهنود به معنی سرور و مولا است. هات ۲۸، ۲۹، ۳۰، ۳۱، ۳۲، ۳۳، ۳۴
- اشتود به معنی سلامت و عافیت است. هات ۴۳، ۴۴، ۴۵ و ۴۶
- سپنتمد به معنی خرد مقدس است. ۴۷، ۴۸، ۴۹ و ۵۰
- وهوخشتر به معنی اقتدار نیک و کشور خوب است. هات ۵۱
- وهیشتواشت به معنی بهترین خواسته و نیکوترین ثروت است. هات ۵۳[۱]

## ترجمه

### ابراهیم پورداوود
آن دو گوهر همزادی که در آغاز در عالم تصور ظهور نمودند یکی از آنان نیکی است در اندیشه و گفتار و کردار و دیگری بدی (در اندیشه و گفتار و کردار) از میان این دو مرد دانا باید نیک را برگزیند نه زشت را.

### فیروز آذرگشسب
آن دو گوهر همزادی که نخست در دنیای گمان و خرد پدیدار شدند، یکی نیکی است و دیگری بدی در اندیشه و گفتار و کردار، مرد خردمند از میان این دو، راستی را برخواهد گزید ولی فرد کج‌اندیش و نابخرد چنین نخواهد کرد و به بیراهه خواهد رفت.

### کورش نیکنام
این دو گوهر هَمزاد و مُتضاد، چون در اندیشه انسان پدیدار شوند. نیکی و بدی پدیدار خواهد شد، آنگاه دانا نیکی را برمی‌گزیند و شخص بی‌دانش، بدی را انتخاب می‌کند

### آبتین ساسانفر
آری، آن دو گوهر غیرِ مادی آغازین که با هم در حال تجرد و رؤیا بودند پدیدار و آشکار شدند. در اندیشه، گفتار و کردار، یکی نیک و دیگری بد است. از این دو، نیکوکاران هستند که شیوهٔ درست را برمی‌گزینند، نه زیانکاران

### پرودس اکتور شروو
در ابتدا آن دو الهام که به صورت خواب دوگانه و گفتارها و پندارهای دوگانه معروف شده‌اند، آنها اعمال دوگانه هستند :خوب و بد؛ و بین آن دو، آنانی که هدایای خوب می‌دهند (یا: چیزهای خوب به وجود می‌آورند) به درستی تمیز داده شده‌اند، نه آنها که هدایای بد می‌دهند. ترجمه از اوستایی توسط پرودس اکتور شروو و ترجمه کتاب وی توسط غیاث آبادی انجام شده‌است.

## تفسیر
زرتشت مسئله نیکی و بدی را از دیدگاه فلسفی بدین صورت بیان می‌کند که خلقت جهان توسط خداوند انجام می‌یابد اما دو مینوی یا دو اصل وجود دارند که از خواص ذهن آدمی هستند. او می‌گوید این دو بنیاد زاده اندیشه آدمی هستند و هریک بر اندیشه و گفتار و کردار انسان اثرگذار هستند. این دو گوهر در سرشت آدمی وجود دارند و قضاوت دربارهٔ خوب و بد از این دو گوهر غیرمادی سرچشمه می‌گیرد. این ثنویت و دوگانگی در اخلاق و منش آدمی در مذاهب و مکتب‌های فلسفی دیگر نیز وجود دارند، مانند نفس اعلی و نفس اماره، نفس انسانی و نفس بهیمی و همچنین نام‌های دیگر.

## برای مطالعهٔ بیشتر
- برگردان هفت هات از گاتاها بایگانی‌شده  در ۱۶ ژوئیه ۲۰۱۶ توسط Wayback Machine
- زرتشت گری توحیدی یا ثنوی